# Нитенау
Нитенау (на немски: Nittenau) е община в Горен Пфалц, Бавария, Германия с 8732 жители (към 31 декември 2015).
Намира се на река Реген. Спомената е за пръв път в документ през 1007 г.